# Stolen by Gypsies
Stolen by Gypsies è un cortometraggio muto del 1905 diretto da Wallace McCutcheon. Edwin S. Porter ne firma la fotografia.
È l'esordio sullo schermo per Paul Panzer che, dopo un periodo nel quale recitò in ruoli da protagonista all'epoca del primo cinema muto, continuò la sua lunga carriera come caratterista.

## Produzione
Il film fu prodotto dalla Edison Manufacturing Company

## Distribuzione
Distribuito dalla Edison Manufacturing Company, il film uscì nelle sale cinematografiche USA nel luglio 1905.